# 하비 나바로
프란시스코 하비에르 "하비" 비센테 나바로(스페인어: Francisco Javier "Javi" Vicente Navarro, 1974년 2월 6일, 발렌시아 주 발렌시아 ~)는 스페인의 전직 축구 선수이다.
현역 시절, 거친 중앙 수비수로 명성을 날린 그는 주로 발렌시아와 세비야에서 활약했고, 후자의 구단 소속으로 2번의 UEFA컵을 포함해 5번의 주요 대회 우승을 거두었다.
15년에 걸쳐, 잦은 부상을 당했던 나바로는 라 리가에서 224번의 경기에 출전해 3골을 넣었다.

## 클럽 경력
고향 발렌시아의 유소년부를 졸업한 발렌시아 태생의 나바로는 1993-94 시즌에 1군 신고식을 치렀고,(그 시즌에 4번의 라 리가 경기에 출전했다) 당시 1부 리그였던 로그로녜스로 1년 임대된 후 1995-96 시즌에 친정에 복귀해 19번의 경기에 출전해 소속 구단의 준우승에 일조했다. 그는 이듬해에 무릎 중상을 당하면서 거의 3년 가까이 활동하지 못했고, 2000-01 시즌에 완쾌한 후에는 같은 발렌시아 연고의 엘체로 이적했다.
세군다 디비시온에서 1년을 보낸 나바로는 2001년 7월에 세비야로 이적하여 파블로 알파로와 함께 이어지는 5년 동안 중앙 수비의 근간을 이루었다. 2005년 3월 20일, 그는 마요르카의 후안 아랑고를 팔꿈치로 강타했는데, 베네수엘라인 선수는 경기장 바닥에 의식 없이 나뒹굴었다.
2005년부터 2007년까지 구단의 중흥기 주축 선수로 활약하였으나,(그 동안 UEFA컵 2번, UEFA 슈퍼컵 1번, 그리고 코파 델 레이 1번) 나바로는 또다시 무릎 중상으로 2년을 활동하지 못했고, 이윽고 2008-09 시즌이 끝나고 35세에 축구화를 벗었다.
2010년 6월, 나바로는 세비야로 복귀해 안토니오 알바레스 감독을 보좌했다.

## 국가대표팀 경력
2006년 11월 15일, 그는 카디스에서 열린 루마니아와의 친선경기에서 스페인 국가대표팀 경기에 처음으로 출전하면서 34세의 푸슈카시 페렌츠와 32세 11개월의 비센테 엥공가에 이어 32세 9개월로 역대 최고령 국가대표팀 첫 출전 3위로 이름을 올렸는데, 이 경기에서 스페인은 0-1로 패했다.
그에 앞서, 나바로는 1996년 하계 올림픽에서 스페인 선수단 일원으로 참가해 8강에 올랐다.

## 수상

### 클럽
세비야
- 코파 델 레이: 2006–07
- UEFA컵: 2005–06, 2006–07
- UEFA 슈퍼컵: 2006

### 국가대표팀
스페인 U-21
- 유럽 U-21 선수권 대회 준우승: 1996[13]